# Kamalija
Kamalija Zahur vagy egyszerűen Kamalija (született Natalja Viktorovna Smarenkova, ukránul: Камалія Захур, oroszul: Камалия Захур; Zabajkalje, Szovjetunió, 1977. május 18. –) ukrán énekesnő, színésznő, modell, a 2008-as Mrs. World szépségverseny győztese. Széles körű ismertségre azután tett szert, hogy férjével szerepelt a Meet The Russians című műsorban.

## Élete
Kamalija 1977-ben született Zabajkaljéban, a Csitai területen. Hároméves korában az apját Budapestre küldték katonai szolgálatra, ahová lánya is követte, és a Kolokolcsik („Csilingelés”) gyermekegyüttesben táncolt és énekelt. Amikor a család később Lvivbe költözött, hegedű- és opera órákat vett, és az iskolában is rengeteg koncerten és előadáson vett részt. Ennek hatására hívták meg, hogy énekeljen az ukrán népzenei csapatban, a "Halicka Perlina"-ban.
2003-ban Kamalija hozzáment Mohammad Zahur brit-pakisztáni származású üzletemberhez. Részt vesz ukrán és pakisztáni jótékonysági akciókban is.

## Karrierje
1993-ban Kamalija megnyerte a Cservona Ruta fesztivált, ezután pedig a Tyelesansz zvezdi versenyt is Moszkvában.[forrás?] 1997-ben szerzett diplomát a Kultúra Egyetemén, művészeti és szórakoztatóipari ágon. Ekkor készítette el első zenei videóját V sztyile tehno címmel.
1999 és 2000 folyamán több mint 50 dalt írt, valamint dolgozott Eto ljubov című albumán is. 2000-ben Ljublju tyebja című dala elnyerte a Nacionalnaja Hit Parada („Nemzeti Hitparádé”) Év dala díját.[forrás?] 2001-ben létrehozta a Kamalija szórakoztató-központot, ami nem csak őt népszerűsítette, de gálakoncerteket és más műsorokat is szervezett orosz, ukrán és más nemzetiségű előadók részvételével.[forrás?]
2005-ben Kamalija részt vett az All Ukrainian Charity Tour nevű jótékonysági rendezvényen, amely AIDS-es gyerekeket segített. Pakisztán elnöke gratulált Kamalijának a sikeres fellépésért, melyet az International Lahore Festivalon adott elő. 2007-ben részt vett a Szvit talantiv Ukrajini-n („Ukrán gyermekek fesztiválja”), és jótékonysági akciót szervezett Pakisztánba.[forrás?]
2009-ben elkészített egy televíziós pilot epizódot Coffee with Kamaliya címmel, melyben hírességeket interjúvolt meg.
Kamalija fellépett a 2012-es Yuna Awardson Ukrajnában, ahol többek között Thomas Anders német énekessel is előadta közös számukat No Ordinary Love címmel.[forrás?]

### Szépségversenyek
2003-ban elnyerte a "Miss Jug Ukraina" és "Miss Open – Ogyessza" címeket.[forrás?]
2008 június 30-án Kamalija lett a Mrs. World győztese. Az eseményt az oroszországi Kalinyingrádban rendezték. Az első öt helyezett a következő volt: Mrs. Ukrajna, Mrs. Fehéroroszország, Mrs. Vietnam, Mrs. Peru és Mrs. Szingapúr. 2009-ben Vietnamban adta át tiaráját az őt követő győztesnek, Viktorija Radocsinszkajának.

### Zenei pályafutása
2011-ben jelent meg az Egyesült Királyságban Kamalija debütáló kislemeze, a Crazy In My Heart. A dalhoz a brit Digital Dog formáció is készített remixet.
Kamalija második brit kislemeze, a Rising UP 2012. február 26-án jelent meg. A kislemeze remixeket is tartalmazott a brit Cahilltől vagy a szintén brit Soulseekerztől. A zenei videót Miamiban forgatták egy luxusvillában (mely a CSI: Miami helyszínelők c. sorozatban is szerepelt), rendezője Paul Boyd volt.
Kamalija állatok iránti szeretete felkeltette a World Animal Protection állatvédő egyesület figyelmét, és 2012. február 23-án egy brit promóciós turnéja alatt megkérték, hogy adja nevét az éves adománygyűjtő kampányukhoz.[forrás?]
Az utóbbi időben főként a STEPS új turnéjának vendégfellépője. Kettő kivételével (amikor az afrikai Mr. Gay World eseményen vett részt) az összes STEPS koncerten fellépett. Ezen fellépések alatt adta ki harmadik kislemezét 'Arrhythmia' címmel, mely egy Ibiza inspirálta táncdal.[forrás?]
Debütáló albumát Kamaliya címmel digitális letöltés formájában adta ki, valamint ingyenes mellékletként a 2012. augusztus 7-i OK! magazinhoz.
2013-ban jelent meg újabb albuma ClubOpera címmel, melnynek producere Uwe Fahrenkrog-Petersen és DSign Music. Az album megjelenése előtt négy kislemezt adott ki róla, ezek a Butterflies (2012), az I'm Alive (2013), a Love Me Like (2013) és a Never Wanna Hurt You (Bad Love, Baby) (2013).

### Filmes karrierje
Kamalija első filmes szereplése első filmes szereplése a Muzs mojej vdovi (kb. Az özvegyem férje) című vígjátékban volt, melyet Leonyid Gorovec rendezett. A film 2010. április 1-én jelent meg az ukrán és orosz mozikban. Játszott még a 2013-as amerikai akciófilmben az Officer Down-ban, ahol Katyát alakította.
Új filmje, a [ What About Love], melyben olyan színészekkel játszik együtt, mint Sharon Stone, Andy García vagy José Coronado, 2015 februárjában jelenik meg az Amerikai Egyesült Államokban.

## Magánélete
2003-ban hozzáment a brit/pakisztáni üzletemberhez, Mohamed Zahurhoz. 2004-ben Ukrajna elnökétől átvehette az „Érdemes ukrán művész” díjat az ukrán kultúra fejlesztésében tett kimagasló eredményeiért. 2013. szeptember 6-án született két ikerlánya, Arabella és Mirabella.

## Diszkográfia

### Kislemezek
- Never Wanna Hurt You (Bad Love, Baby) (2014)
- Love me like (2013)
- I'm Alive (2013)
- Butterflies (2012)
- Arrhythmia (2012)
- Rising Up (2012)
- No Ordinary Love (2012 közr. Thomas Anders)
- Crazy In My Heart (2011)

### Nagylemezek
- Techno Style (1997)
- Kamaliya, With Love
- Year Of The Queen
- Kamaliya (2012) (angol és orosz nyelven + remix verzió)
- Club Opera (2013)

## Fordítás
Ez a szócikk részben vagy egészben  a   Kamaliya című angol Wikipédia-szócikk ezen változatának fordításán alapul.  Az eredeti cikk szerkesztőit annak laptörténete sorolja fel. Ez a jelzés csupán a megfogalmazás eredetét és a szerzői jogokat jelzi, nem szolgál a cikkben szereplő információk forrásmegjelöléseként.

## Külső hivatkozások
- Hivatalos weboldal
- Kamaliya orosz weboldala
- Kamaliya Zahoor online card